# Cessna 411
Cessna 411 är ett lågvingat monoplan från Cessna i helmetallkonstruktion försett med två motorer. Maskinen är försedd med ett infällbart landställ av noshjulstyp och producerades mellan 1962 och 1978. Det var företagets största affärsflygplan när det flög år 1962, undantaget ett fyrmotorigt passagerarplan som utvecklades under 1950-talet, som inte sattes i utveckling.

## Utveckling
411-modellen var en ny designinriktning av Cessna som började sitt liv med 410-konceptet. Flygplanet är utrustat med två GTSIO-520-C-motorer på 340 hk (254 kW) vardera tillverkade av Teledyne Continental. Besättningen består av en eller två personer med plats för fyra till sex passagerare. Prototypen flög för första gången 18 juli 1962. Under 1965 utvecklade Cessna två generellt lika och billiga versioner, modell 401 och model 402. Produktionen av 411 upphörde under 1968. En trycksatt version av 411 utvecklades som en Cessna 421.
Cessna 411 har varit föremål för noggranna utredningar av sin flygprestanda under 1990-talet både av Cessna själva och Federal Aviation Administration på grund av ett antal olyckor. Utredningarna bekräftade dock att flygplanet uppfyller alla kraven för certifiering. Idag kan vortexgeneratorer monteras på flygplanet för att underlätta flygning med endast en motor.

## Militära användare
FrankrikeFranska flygvapnet